# 马克特埃尔巴赫
马克特埃尔巴赫（德語：Markt Erlbach）是德国巴伐利亚州的一个市镇。总面积60.90平方公里，总人口5519人，其中男性2794人，女性2725人（2011年12月31日），人口密度91人/平方公里。

## 友好城市
- 法國 帕纳佐勒